# Acetato de vinilo
El acetato de vinilo es un compuesto orgánico, concretamente un éster.
Su fórmula molecular o empírica es C4H6O2, y su fórmula semidesarrollada es CH3 - COO - CH=CH2.
 Es un líquido incoloro con un aroma distintivo, es un precursor del acetato de polivinilo, un polímero muy utilizado en la industria.

## Características
También conocido como VAM, es un líquido transparente e incoloro. Tiene un aroma de frutas dulce y agradable, pero su olor puede ser fuerte e irritante para ciertas personas. Es posible oler fácilmente el acetato de vinilo cuando la sustancia se encuentra a concentraciones en el aire de alrededor de 0,5 ppm (una parte de acetato de vinilo en 2 millones de partes de aire). Esta sustancia química se evapora rápidamente en el aire, insoluble  en el agua. El acetato de vinilo es inflamable y puede incendiarse debido a la acción del calor, las chispas o las llamas.

## Preparación
El principal método de producción es a partir de la reacción de etileno y ácido acético con oxígeno en presencia de un catalizador de paladio.
Etileno + ácido acético + 1/2 O2 → Acetato de vinilo + H2O
También se producen ciertos productos colaterales durante la reacción:
Etileno + 3 O2 → 2 CO2 + 2 H2O
El acetato de vinilo también se prepara mediante la adición en fase gaseosa de ácido acético al acetileno.

## Usos
El acetato de vinilo se utiliza para producir otras sustancias químicas industriales (como los polímeros de acetato de polivinilo y los copolímeros de etileno y acetato de vinilo). Estas otras sustancias químicas se utilizan principalmente para producir adhesivos utilizados por las industrias del embalaje y la construcción. También se utilizan para la elaboración de pinturas, textiles y papel. La Administración de Drogas y Alimentos de los Estados Unidos de América (FDA, por sus siglas en inglés) ha determinado que el acetato de vinilo puede ser utilizado en forma segura como revestimiento o como parte del revestimiento utilizado en láminas plásticas para el empaque de alimentos y como agente modificador del almidón en los alimentos.
El acetato de vinilo no se encuentra de forma natural en el medio ambiente y entra al mismo a través de las fábricas y plantas que lo producen, utilizan, almacenan o eliminan. El acetato de vinilo puede entrar al suelo, al aire y al agua si se descarga en sitios de desechos o en otros lugares en el medio ambiente, en donde se degrada. Su vida media (el tiempo que le toma a la mitad de la sustancia química degradarse) es de aproximadamente 8 horas en el aire y 7 días en el agua. No se sabe cuánto tiempo permanece esta sustancia en el suelo.